# GSK3A
GSK3A (англ. Glycogen synthase kinase 3 alpha) – білок, який кодується однойменним геном, розташованим у людей на короткому плечі 19-ї хромосоми. Довжина поліпептидного ланцюга білка становить 483 амінокислот, а молекулярна маса — 50 981.
| 10         |  | 20         |  | 30         |  | 40         |  | 50         |
| ---------- |  | ---------- |  | ---------- |  | ---------- |  | ---------- |
| MSGGGPSGGG |  | PGGSGRARTS |  | SFAEPGGGGG |  | GGGGGPGGSA |  | SGPGGTGGGK |
| ASVGAMGGGV |  | GASSSGGGPG |  | GSGGGGSGGP |  | GAGTSFPPPG |  | VKLGRDSGKV |
| TTVVATLGQG |  | PERSQEVAYT |  | DIKVIGNGSF |  | GVVYQARLAE |  | TRELVAIKKV |
| LQDKRFKNRE |  | LQIMRKLDHC |  | NIVRLRYFFY |  | SSGEKKDELY |  | LNLVLEYVPE |
| TVYRVARHFT |  | KAKLTIPILY |  | VKVYMYQLFR |  | SLAYIHSQGV |  | CHRDIKPQNL |
| LVDPDTAVLK |  | LCDFGSAKQL |  | VRGEPNVSYI |  | CSRYYRAPEL |  | IFGATDYTSS |
| IDVWSAGCVL |  | AELLLGQPIF |  | PGDSGVDQLV |  | EIIKVLGTPT |  | REQIREMNPN |
| YTEFKFPQIK |  | AHPWTKVFKS |  | RTPPEAIALC |  | SSLLEYTPSS |  | RLSPLEACAH |
| SFFDELRCLG |  | TQLPNNRPLP |  | PLFNFSAGEL |  | SIQPSLNAIL |  | IPPHLRSPAG |
| TTTLTPSSQA |  | LTETPTSSDW |  | QSTDATPTLT |  | NSS        |  |            |

A: Аланін

C: Цистеїн

D: Аспарагінова кислота

E: Глутамінова кислота

F: Фенілаланін

G: Гліцин

H: Гістидин

I: Ізолейцин

K: Лізин

L: Лейцин

M: Метіонін

N: Аспарагін

P: Пролін

Q: Глутамін

R: Аргінін

S: Серин

T: Треонін

V: Валін

W: Триптофан

Кодований геном білок за функціями належить до трансфераз, кіназ, серин/треонінових протеїнкіназ, фосфопротеїнів, інгібіторів передачі внутрішньоклітинних сигналів. 
Задіяний у таких біологічних процесах, як вуглеводний обмін, метаболізм глікогену, нейрогенез, сигнальний шлях Wnt, ацетилювання. 
Білок має сайт для зв'язування з АТФ, нуклеотидами. 